# آيت ازم (امرديتسن)
آيت ازم هو دُوَّار يقع بجماعة تمزكدة أوفتاس، إقليم الصويرة، جهة مراكش آسفي في المملكة المغربية. ينتمي الدوّار لمشيخة امرديتسن التي تضم 12 دوار. يقدر عدد سكانه بـ 566 نسمة حسب الإحصاء الرسمي للسكان والسكنى لسنة 2004.

## وصلات خارجية
- البوابة الوطنية للجماعات الترابية
- المندوبية السامية للتخطيط